# Società Sportiva Gualdo 1992-1993
Questa pagina raccoglie le informazioni riguardanti la Società Sportiva Gualdo nelle competizioni ufficiali della stagione 1992-1993.

## Rosa
| N. |                   | Ruolo | Calciatore         |
| -- | ----------------- | ----- | ------------------ |
|    | Italia (bandiera) | D     | Gianfranco Balzano |
|    | Italia (bandiera) | D     | Walter Biagini     |
|    | Italia (bandiera) | C     | Nicola Cancelli    |
|    | Italia (bandiera) | A     | Omar Canestrari    |
|    | Italia (bandiera) | C     | Stefano Ceci       |
|    | Italia (bandiera) | C     | Fabio Cesarini     |
|    | Italia (bandiera) | C     | Massimo Cocciari   |
|    | Italia (bandiera) | A     | Roberto Cocilovo   |
|    | Italia (bandiera) | D     | Massimo Costantini |
|    | Italia (bandiera) | C     | Donato Di Camillo  |
|    | Italia (bandiera) | D     | Zoran Luzi         |

| N. |                   | Ruolo | Calciatore          |
| -- | ----------------- | ----- | ------------------- |
|    | Italia (bandiera) | C     | Sandro Melotti      |
|    | Italia (bandiera) | D     | Massimo Osmani      |
|    | Italia (bandiera) | P     | Stefano Ottaviani   |
|    | Italia (bandiera) | C     | Alessandro Paoletti |
|    | Italia (bandiera) | D     | Danilo Rossi        |
|    | Italia (bandiera) | A     | Saverio Sacco       |
|    | Italia (bandiera) | C     | Alessandro Serra    |
|    | Italia (bandiera) | P     | Sergio Spuri        |
|    | Italia (bandiera) | A     | Diego Varini        |
|    | Italia (bandiera) | A     | Vincenzo Vivarini   |